# Adão e Eva
Segundo o mito de criação das religiões abraâmicas, Adão e Eva foram o primeiro homem e a primeira mulher criados por Deus, sendo o centro da crença na humanidade como essencialmente uma única família, com todos descendendo de um par original de ancestrais. Proveem também a base das doutrinas da queda do homem e do pecado original, embora estas não sejam pregadas no judaísmo ou no islamismo.
Nos cinco primeiros capítulos do Livro do Gênesis da Bíblia Hebraica há duas narrativas de criação com duas perspectivas distintas. Na primeira, o primeiro homem e a primeira mulher não são nomeados. Ao invés disso, Deus os cria à sua imagem e os instrui a se multiplicarem e administrarem tudo que Deus havia criado até então.
Na segunda narrativa, Deus cria Adão do pó da terra e o põe no Jardim do Éden. A Adão é dito que ele pode comer livremente de todas as árvores no jardim, exceto da árvore do conhecimento do bem e do mal. Subsequentemente, Eva é criada a partir de uma das costelas de Adão para fazer-lhe companhia. Eles são inocentes, sem vergonha da sua nudez. No entanto, uma serpente engana Eva, convencendo-a a comer o fruto da árvore proibida. Ela dá também a fruta para Adão. Esses atos lhe dão conhecimento adicional, mas também noções negativas e destrutivas, como o mal e a vergonha. Deus posteriormente amaldiçoa a serpente e a terra, e diz à mulher a ao homem que haverá consequências pelo pecado de desobedecê-lo. Ele então os bane do Jardim do Éden.
A história passou por extensiva elaboração em tradições abraâmicas futuras e foram largamente analisadas por estudiosos bíblicos modernos. Interpretações e crenças referentes a Adão e Eva e a história envolvendo-os varia entre religiões e seitas; por exemplo, a versão islâmica da história afirma que Adão e Eva foram igualmente responsáveis pelo pecado de arrogância, ao invés de Eva ser a primeira a ser desleal. A história de Adão e Eva é frequentemente retratada na arte, e teve grande influência na literatura e poesia.

## Etimologia
Adão, originalmente em hebraico: אָדָם; romaniz.: Adám; 'homem', radical de 'terra' (em hebraico: אֲדָמָה; romaniz.: adamá); emprestado como Ādam em árabe: آدم, lit. 'homem'. Também, já que דם significa 'sangue,' o nome também significaria 'homem de sangue.' Logo, devido a ligação entre o sangue e o fôlego de vida, Adão significaria 'homem vivo.' Eva, originalmente em hebraico: חוה; romaniz.: Chavá, derivado do de em hebraico: חָוָה; romaniz.: chavá; lit. 'vivo',; emprestado como Ḥawwāʼ, em árabe: حواء, translit. Raua. O nome de Eva nunca é revelado ou usado no Alcorão, sendo mencionada pelo nome apenas no Hádice.

## Narrativa da Bíblia Hebraica
Nos 11 primeiros capítulos do Gênesis, é contada a história mítica dos primeiros anos de existência do mundo. A história conta que Deus criou o mundo e todos seus seres, e colocou o primeiro homem e mulher no Jardim do Éden, sobre como foram banidos da presença de Deus, como ocorreu o primeiro assassinato, e a decisão de Deus de destruir o mundo e salvar apenas Noé e seus filhos; a nova humanidade descendeu desses filhos e se espalhou pelo mundo. Apesar do novo mundo ser tão pecaminoso quanto o antigo, Deus resolveu nunca mais destruir o mundo por inundação, e a História acaba com Terá, pai de Abraão, do qual descendeu o povo escolhido, os Israelitas. Nem Adão nem Eva são mencionados em outras partes das escrituras hebraicas, exceto por uma única menção a Adão em uma genealogia em I Crônicas 1:1, sugerindo que, embora sua história veio a ser prefixada à história judaica, tem pouco em comum com ele.

### Narrativa da Criação

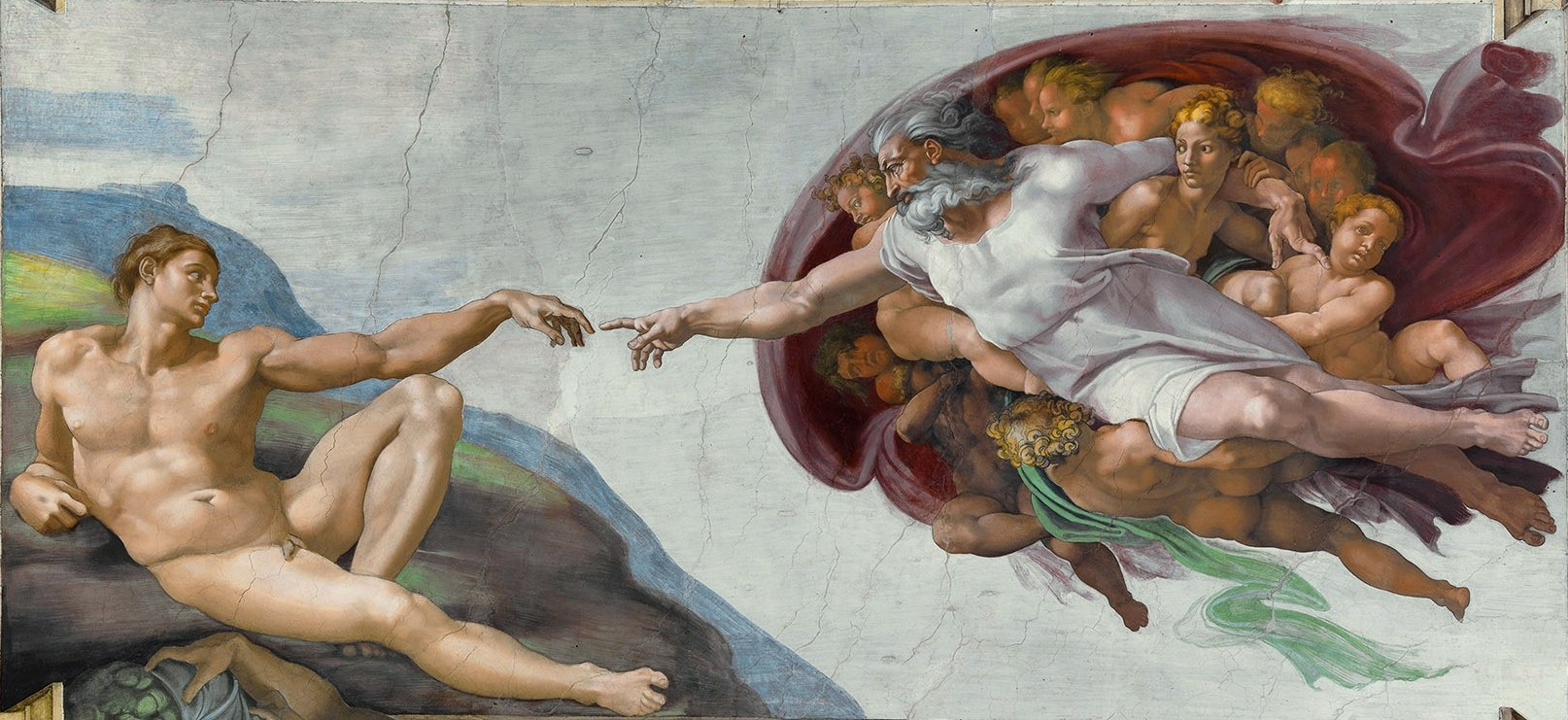
A Criação de Adão retratada no teto da Capela Sistina por Michelangelo.

Adão e Eva são considerados o primeiro homem e mulher da Bíblia. Em Gênesis 1, nenhum nome é citado, sendo que "homem" parece ter um sentido coletivo, como humanidade, e homem e mulher são criados simultaneamente. Já na narrativa em Gênesis 2-3, ele carrega o artigo definido ha, indicando que esse é "o homem". Nesses capítulos Deus molda "o homem" (ha adam) do barro (adamah), soprando vida em suas narinas, e fazendo-o o cuidador de sua criação. Deus então cria para o homem uma ezer kenegdo, uma "ajudante consoante a ele", da sua costela. Ela é chamada de ishah, "mulher", porque, diz o texto, ela é formada de ish, "homem". O homem então a recebe feliz, e ao leitor é dito que nesse momento o homem deixa seus pais para se ligar a uma mulher, tornando-se uma só carne.

### A Queda

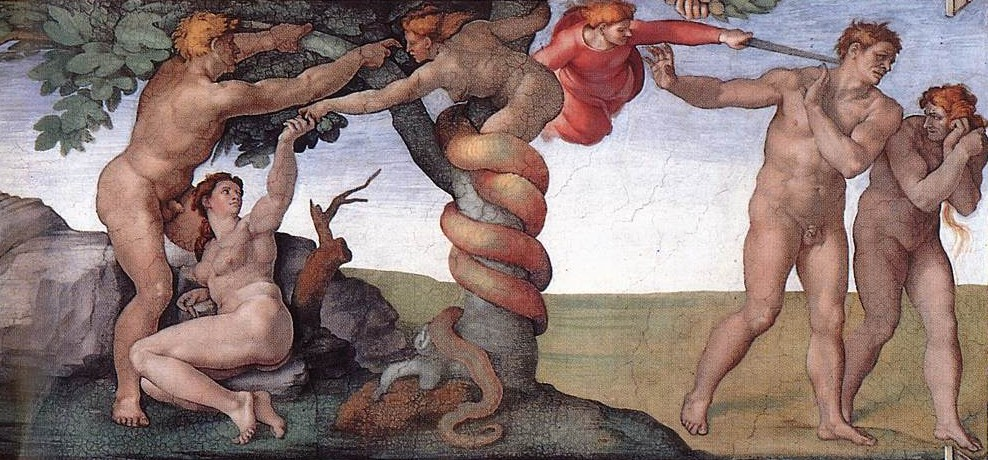
A Queda de Adão e Eva como retratada no teto da Capela Sistina

O primeiro homem e mulher estão no Jardim do Éden, de Deus. A eles eram permitido comer e desfrutar de todas as árvores, exceto uma, a árvore do conhecimento do bem e do mal.
A história continua em Gênesis 3 com a narrativa da expulsão do Éden. A mulher é tentada por uma serpente falante a comer o fruto proibido, e dá para o homem, que também come. Deus amaldiçoa os três, o homem a uma vida de trabalho duro seguida de morte, a mulher à dor do parto e à subordinação ao marido, e a serpente a rastejar-se sobre sua barriga e sofrer o ódio do homem e da mulher. Deus então cria roupas para o homem e a mulher, que agora tem o aspecto quase divino de conhecer o bem e o mal, e então os bane do jardim antes de serem capazes de comer o fruto da segunda árvore, a Árvore da Vida, e viver para sempre.

### Descendentes
Gênesis 4 conta a história fora do jardim, incluindo o nascimento dos primeiros filhos de Adão e Eva, Caim e Abel, e a história do primeiro assassinato. Nasce o terceiro filho homem Sete, assim como "outros filhos e filhas" (Genesis 5:4). Gênesis 5 lista os descendentes de Adão, de Sete a Noé, com as idades que tinham no nascimento de seus primogênitos, e as idades de suas mortes. A idade de Adão é dada como 930 anos. De acordo com o Livro dos Jubileus, Caim casou-se com sua irmã Avan e Sete casou com outra irmã Azura.

### Árvore genealógica baseada em Gênesis
|       |       |       |       |       |       |  |  |          |          |          |          |          |          |  |  | Adão      | Adão      | Adão      | Adão      | Adão      | Adão      |      |      | Eva   | Eva   | Eva   | Eva   | Eva   | Eva   |  |  |           |           |           |           |           |           |  |  |      |      |      |      |      |      |  |  |  |  |  |  |  |  |  |  |  |  |  |  |  |  |  |  |  |  |  |  |  |  |
|       |       |       |       |       |       |  |  |          |          |          |          |          |          |  |  | Adão      | Adão      | Adão      | Adão      | Adão      | Adão      |      |      | Eva   | Eva   | Eva   | Eva   | Eva   | Eva   |  |  |           |           |           |           |           |           |  |  |      |      |      |      |      |      |  |  |  |  |  |  |  |  |  |  |  |  |  |  |  |  |  |  |  |  |  |  |  |  |
|       |       |       |       |       |       |  |  |          |          |          |          |          |          |  |  |           |           |           |           |           |           |      |      |       |       |       |       |       |       |  |  |           |           |           |           |           |           |  |  |      |      |      |      |      |      |  |  |  |  |  |  |  |  |  |  |  |  |  |  |  |  |  |  |  |  |  |  |  |  |
|       |       |       |       |       |       |  |  |          |          |          |          |          |          |  |  |           |           |           |           |           |           |      |      |       |       |       |       |       |       |  |  |           |           |           |           |           |           |  |  |      |      |      |      |      |      |  |  |  |  |  |  |  |  |  |  |  |  |  |  |  |  |  |  |  |  |  |  |  |  |
|       |       |       |       |       |       |  |  | Caim     | Caim     | Caim     | Caim     | Caim     | Caim     |  |  |           |           |           |           | Abel      | Abel      | Abel | Abel | Abel  | Abel  |       |       |       |       |  |  | Sete      | Sete      | Sete      | Sete      | Sete      | Sete      |  |  |      |      |      |      |      |      |  |  |  |  |  |  |  |  |  |  |  |  |  |  |  |  |  |  |  |  |  |  |  |  |
|       |       |       |       |       |       |  |  | Caim     | Caim     | Caim     | Caim     | Caim     | Caim     |  |  |           |           |           |           | Abel      | Abel      | Abel | Abel | Abel  | Abel  |       |       |       |       |  |  | Sete      | Sete      | Sete      | Sete      | Sete      | Sete      |  |  |      |      |      |      |      |      |  |  |  |  |  |  |  |  |  |  |  |  |  |  |  |  |  |  |  |  |  |  |  |  |
|       |       |       |       |       |       |  |  | Enoque   | Enoque   | Enoque   | Enoque   | Enoque   | Enoque   |  |  |           |           |           |           |           |           |      |      |       |       |       |       |       |       |  |  | Enos      | Enos      | Enos      | Enos      | Enos      | Enos      |  |  |      |      |      |      |      |      |  |  |  |  |  |  |  |  |  |  |  |  |  |  |  |  |  |  |  |  |  |  |  |  |
|       |       |       |       |       |       |  |  | Enoque   | Enoque   | Enoque   | Enoque   | Enoque   | Enoque   |  |  |           |           |           |           |           |           |      |      |       |       |       |       |       |       |  |  | Enos      | Enos      | Enos      | Enos      | Enos      | Enos      |  |  |      |      |      |      |      |      |  |  |  |  |  |  |  |  |  |  |  |  |  |  |  |  |  |  |  |  |  |  |  |  |
|       |       |       |       |       |       |  |  | Irad     | Irad     | Irad     | Irad     | Irad     | Irad     |  |  |           |           |           |           |           |           |      |      |       |       |       |       |       |       |  |  | Cainã     | Cainã     | Cainã     | Cainã     | Cainã     | Cainã     |  |  |      |      |      |      |      |      |  |  |  |  |  |  |  |  |  |  |  |  |  |  |  |  |  |  |  |  |  |  |  |  |
|       |       |       |       |       |       |  |  | Irad     | Irad     | Irad     | Irad     | Irad     | Irad     |  |  |           |           |           |           |           |           |      |      |       |       |       |       |       |       |  |  | Cainã     | Cainã     | Cainã     | Cainã     | Cainã     | Cainã     |  |  |      |      |      |      |      |      |  |  |  |  |  |  |  |  |  |  |  |  |  |  |  |  |  |  |  |  |  |  |  |  |
|       |       |       |       |       |       |  |  | Meujael  | Meujael  | Meujael  | Meujael  | Meujael  | Meujael  |  |  |           |           |           |           |           |           |      |      |       |       |       |       |       |       |  |  | Malalel   | Malalel   | Malalel   | Malalel   | Malalel   | Malalel   |  |  |      |      |      |      |      |      |  |  |  |  |  |  |  |  |  |  |  |  |  |  |  |  |  |  |  |  |  |  |  |  |
|       |       |       |       |       |       |  |  | Meujael  | Meujael  | Meujael  | Meujael  | Meujael  | Meujael  |  |  |           |           |           |           |           |           |      |      |       |       |       |       |       |       |  |  | Malalel   | Malalel   | Malalel   | Malalel   | Malalel   | Malalel   |  |  |      |      |      |      |      |      |  |  |  |  |  |  |  |  |  |  |  |  |  |  |  |  |  |  |  |  |  |  |  |  |
|       |       |       |       |       |       |  |  | Metusael | Metusael | Metusael | Metusael | Metusael | Metusael |  |  |           |           |           |           |           |           |      |      |       |       |       |       |       |       |  |  | Jarede    | Jarede    | Jarede    | Jarede    | Jarede    | Jarede    |  |  |      |      |      |      |      |      |  |  |  |  |  |  |  |  |  |  |  |  |  |  |  |  |  |  |  |  |  |  |  |  |
|       |       |       |       |       |       |  |  | Metusael | Metusael | Metusael | Metusael | Metusael | Metusael |  |  |           |           |           |           |           |           |      |      |       |       |       |       |       |       |  |  | Jarede    | Jarede    | Jarede    | Jarede    | Jarede    | Jarede    |  |  |      |      |      |      |      |      |  |  |  |  |  |  |  |  |  |  |  |  |  |  |  |  |  |  |  |  |  |  |  |  |
| Ada   | Ada   | Ada   | Ada   | Ada   | Ada   |  |  | Lameque  | Lameque  | Lameque  | Lameque  | Lameque  | Lameque  |  |  |           |           |           |           | Zilá      | Zilá      | Zilá | Zilá | Zilá  | Zilá  |       |       |       |       |  |  | Enoque    | Enoque    | Enoque    | Enoque    | Enoque    | Enoque    |  |  |      |      |      |      |      |      |  |  |  |  |  |  |  |  |  |  |  |  |  |  |  |  |  |  |  |  |  |  |  |  |
| Ada   | Ada   | Ada   | Ada   | Ada   | Ada   |  |  | Lameque  | Lameque  | Lameque  | Lameque  | Lameque  | Lameque  |  |  |           |           |           |           | Zilá      | Zilá      | Zilá | Zilá | Zilá  | Zilá  |       |       |       |       |  |  | Enoque    | Enoque    | Enoque    | Enoque    | Enoque    | Enoque    |  |  |      |      |      |      |      |      |  |  |  |  |  |  |  |  |  |  |  |  |  |  |  |  |  |  |  |  |  |  |  |  |
|       |       |       |       |       |       |  |  |          |          |          |          |          |          |  |  |           |           |           |           |           |           |      |      |       |       |       |       |       |       |  |  |           |           |           |           |           |           |  |  |      |      |      |      |      |      |  |  |  |  |  |  |  |  |  |  |  |  |  |  |  |  |  |  |  |  |  |  |  |  |
|       |       |       |       |       |       |  |  |          |          |          |          |          |          |  |  |           |           |           |           |           |           |      |      |       |       |       |       |       |       |  |  |           |           |           |           |           |           |  |  |      |      |      |      |      |      |  |  |  |  |  |  |  |  |  |  |  |  |  |  |  |  |  |  |  |  |  |  |  |  |
| Jabal | Jabal | Jabal | Jabal | Jabal | Jabal |  |  | Jubal    | Jubal    | Jubal    | Jubal    | Jubal    | Jubal    |  |  | Tubalcaim | Tubalcaim | Tubalcaim | Tubalcaim | Tubalcaim | Tubalcaim |      |      | Naamá | Naamá | Naamá | Naamá | Naamá | Naamá |  |  | Matusalém | Matusalém | Matusalém | Matusalém | Matusalém | Matusalém |  |  |      |      |      |      |      |      |  |  |  |  |  |  |  |  |  |  |  |  |  |  |  |  |  |  |  |  |  |  |  |  |
| Jabal | Jabal | Jabal | Jabal | Jabal | Jabal |  |  | Jubal    | Jubal    | Jubal    | Jubal    | Jubal    | Jubal    |  |  | Tubalcaim | Tubalcaim | Tubalcaim | Tubalcaim | Tubalcaim | Tubalcaim |      |      | Naamá | Naamá | Naamá | Naamá | Naamá | Naamá |  |  | Matusalém | Matusalém | Matusalém | Matusalém | Matusalém | Matusalém |  |  |      |      |      |      |      |      |  |  |  |  |  |  |  |  |  |  |  |  |  |  |  |  |  |  |  |  |  |  |  |  |
|       |       |       |       |       |       |  |  |          |          |          |          |          |          |  |  |           |           |           |           |           |           |      |      |       |       |       |       |       |       |  |  | Lameque   |           |           |           |           |           |  |  |      |      |      |      |      |      |  |  |  |  |  |  |  |  |  |  |  |  |  |  |  |  |  |  |  |  |  |  |  |  |
|       |       |       |       |       |       |  |  |          |          |          |          |          |          |  |  |           |           |           |           |           |           |      |      |       |       |       |       |       |       |  |  |           |           |           |           |           |           |  |  |      |      |      |      |      |      |  |  |  |  |  |  |  |  |  |  |  |  |  |  |  |  |  |  |  |  |  |  |  |  |
|       |       |       |       |       |       |  |  |          |          |          |          |          |          |  |  |           |           |           |           |           |           |      |      |       |       |       |       |       |       |  |  | Noé       |           |           |           |           |           |  |  |      |      |      |      |      |      |  |  |  |  |  |  |  |  |  |  |  |  |  |  |  |  |  |  |  |  |  |  |  |  |
|       |       |       |       |       |       |  |  |          |          |          |          |          |          |  |  |           |           |           |           |           |           |      |      |       |       |       |       |       |       |  |  |           |           |           |           |           |           |  |  |      |      |      |      |      |      |  |  |  |  |  |  |  |  |  |  |  |  |  |  |  |  |  |  |  |  |  |  |  |  |
|       |       |       |       |       |       |  |  |          |          |          |          |          |          |  |  |           |           |           |           |           |           |      |      |       |       |       |       |       |       |  |  |           |           |           |           |           |           |  |  |      |      |      |      |      |      |  |  |  |  |  |  |  |  |  |  |  |  |  |  |  |  |  |  |  |  |  |  |  |  |
|       |       |       |       |       |       |  |  |          |          |          |          |          |          |  |  |           |           |           |           |           |           |      |      | Sem   | Sem   | Sem   | Sem   | Sem   | Sem   |  |  | Cam       | Cam       | Cam       | Cam       | Cam       | Cam       |  |  | Jafé | Jafé | Jafé | Jafé | Jafé | Jafé |  |  |  |  |  |  |  |  |  |  |  |  |  |  |  |  |  |  |  |  |  |  |  |  |

## Tradições abraâmicas

### Judaísmo
No Judaísmo antigo, haviam duas narrativas distintas sobre a criação do homem. A primeira afirma, "Homem e mulher, Ele criou", implicando a criação simultânea de Adão e Eva. Na segunda narrativa Eva é criada depois de Adão. O Midrash Rabá (Genesis 8:1) reconcilia ambas as narrativas, dizendo que "Homem e mulher, Ele criou", indicando que Deus originalmente criou Adão como hermafrodita, fisicamente e espiritualmente tanto homem quanto mulher, ao mesmo tempo, antes de separá-lo nos seres que seriam Adão e Eva.
Rashi, o mais influente dos intérpretes judeus, disse que Deus criou Adão "com duas faces, depois separou-as". Como o comentário do rabino, escrito na Idade Média, era considerado indistinguível da Torá por muitos judeus, essa ideia foi aceita por séculos.
Na crença judaica tradicional, Adão e Eva estão enterrados na caverna de Macpela, em Hebrom.
Nas lendas rabínicas, Lilith é a primeira esposa de Adão, ela assertivamente reivindica a igualdade com seu parceiro (especificamente, ela também deseja estar no topo). Lilith é despachada do jardim e uma esposa mais complacente, Eva, toma seu lugar. Depois disso Lilith é marginalizada e silenciada: difamada, ela se torna conhecida como uma ameaça às mães jovens, uma sequestradora demoníaca de bebês recém-nascidos.

### Cristianismo

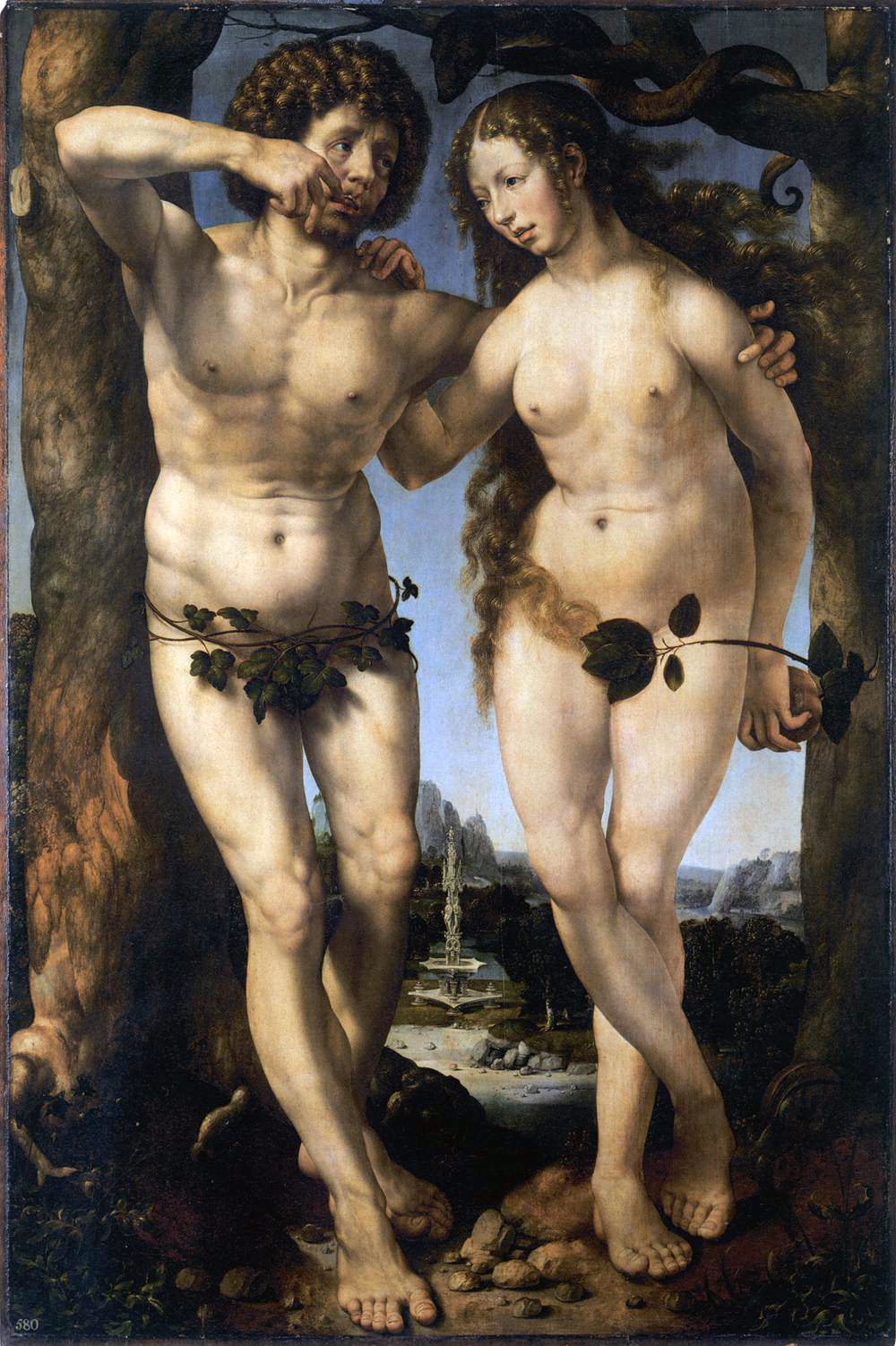
Adão e Eva; Mabuse, século XVI

Alguns Pais da Igreja acusavam Eva como responsável pela queda do homem, e portanto também todas as mulheres, por ter tentado Adão a cometer o tabu. "Vocês são a porta do diabo", Tertuliano dizia a suas leitoras, e ainda explicava que eram também responsáveis pela morte de Cristo: "Por causa de sua deserção [i.e. um pecado punível por morte], até o Filho de Deus teve que morrer". Em 1486 os Dominicanos Kramer e Sprengler usaram argumentos semelhantes no Malleus Maleficarum ("Martelo de Bruxas") para justificar a perseguição de "bruxas".
A arte cristã medieval frequentemente retratava a Serpente Edênica como mulher (muitas vezes identificada como Lilith), portanto enfatizando tanto o charme da serpente quanto sua relação com Eva. Muitos dos primeiros Santos Padres, incluindo Clemente de Alexandria e Eusébio de Cesareia, interpretavam a palavra hebraica "Heva" não como o nome de Eva, e sim como "serpente fêmea".[carece de fontes?]
Baseando-se na doutrina cristã da queda do homem, veio a doutrina do pecado original. Santo Agostinho de Hipona (354–430), trabalhando em uma tradução em Latim da Epístola aos Romanos, interpretou que o apóstolo Paulo teria dito que o pecado de Adão seria hereditário: "A Morte passou [i.e. espalhou-se para] todos homem por causa de Adão, todos pecaram", Romanos 5:12.
O pecado original tornou-se o conceito de que o homem nasce na condução pecaminosa e deve esperar a redenção. Essa doutrina é um pilar da tradição teológica do Cristianismo Ocidental, no entanto não é partilhado pelo Judaísmo ou por igrejas ortodoxas.
Ao decorrer dos séculos, o sistema único de crenças cristãs desenvolveu-se dessas doutrinas. O batismo foi entendido como a limpeza da mancha hereditária do pecado em muitas igrejas, apesar de o simbolismo original ser o renascimento. Ainda mais, a serpente que tentou Eva foi interpretada como tendo sido Satã, ou que Satã comandava a serpente, apesar de não haver nenhuma menção no Torá e não ser uma noção presente no Judaísmo.
Protestantes mais conservadores tipicamente interpretam Gênesis 3 como definindo os pais originais da humanidade como Adão e Eva, que desobedeceram a primeira instrução de Deus de que não comecem o "fruto da árvore do conhecimento do bem e do mal". Quando desobedeceram, cometeram uma tremenda transgressão contra Deus e foram imediatamente punidos, o que então levou a queda da humanidade. Então, pecado e morte entrou no universo pela primeira vez. Adão e Eva foram expulsos do Jardim do Éden, proibidos de voltar. Desde o período medieval, o catolicismo celebra a memória do casal em 24 de dezembro, acreditando que eles obtiveram perdão após sua queda.

### Islão

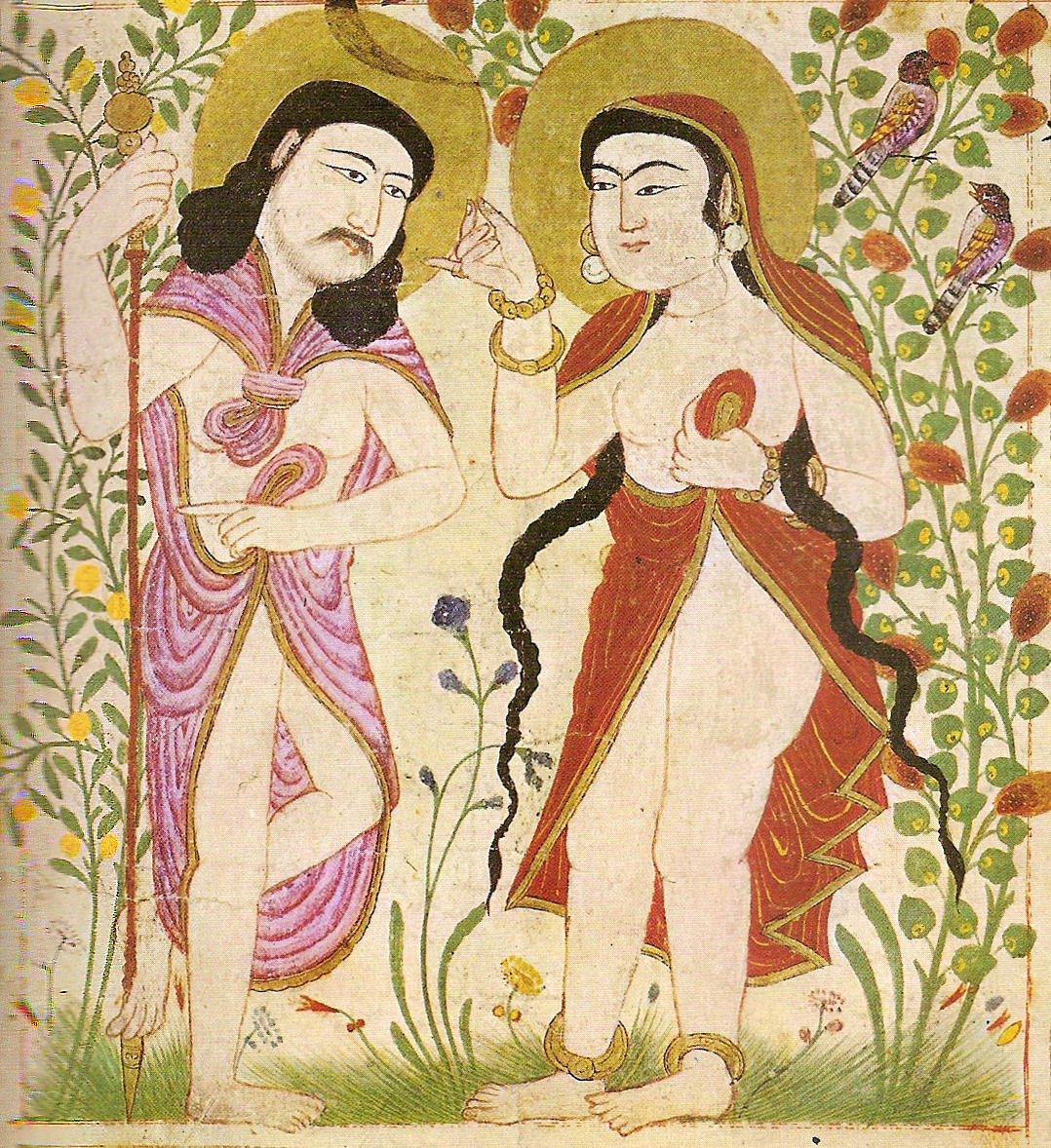
Pintura por Manafi al-Hayawan (Os Animais Úteis), mostrando Adão e Eva. De Maragheh no Irão, 1294–99

No Islão, Adão (Ādam; em árabe: آدم), cujo papel é de pai da humanidade, é reverenciado pelos muçulmanos. Eva (Ḥawwāʼ; árabe: حواء ) é a "mãe da humanidade". A criação de Adão e Eva é referenciada no Alcorão.[Alcorão 4:1]
Na interpretação presente no al-Qummi sobre Jardim do Éden, tal lugar não seria inteiramente mundano. De acordo com o Alcorão, tanto Adão quanto Eva comeram a fruta proibida, em um Éden Celeste. Como resultado, ambos foram mandados para a Terra por representantes de Deus. Cada um enviado para o topo de uma montanha: Adão sobre al-Safa, e Eva sobre al-Marwah. Na tradição islâmica, Adão chorou por 40 dias até finalmente se arrepender. Em seguida Deus enviou-o a Pedra Negra, ensinando-o o Hajj. De acordo com o Hádice, Adão e Eva se reuniram no plano de "Arafat, próximo a Mecca. Tiveram dois filhos juntos, Qabil and Habil. Há também a lenda de um filho mais novo, chamado Rocail, que teria criado o palácio e sepulcro contendo estátuas autônomas que viveram as vidas de homens tão realisticamente, que enganou-se que possuíssem almas.
O conceito de "pecado original" não existe no Islão porque, de acordo com o Islão, Adão e Eva foram perdoados por Deus. Quando Deus ordenou que anjos se curvassem frente a Adão, Iblis questionou, "Por que devo curvar-me perante um homem? Eu sou feito de fogo puro e ele é feito de barro". Os movimentos liberais dentro do Islão veem o comando Deus de anjos se curvarem perante Adão como uma exaltação da humanidade, que daria suporte aos direitos humanos; outros veem esse ato como mostrando a Adão que o maior inimigo da humanidade seria seu ego.
Na literatura suaíli, Eva comeu da árvore proibida, causando sua expulsão, após ser tentada por Iblis. Sabendo disso, Adão heroicamente comeu o fruto proibido para segui-la e protegê-la na terra.

### Gnosticismo
No gnosticismo cristão falou-se de Adão e Eva em dois textos ainda existentes, o "Apocalipse de Adão", encontrado nos documentos de Nag Hammadi e o "Testamento de Adão".
Outra tradição gnóstica afirma que Adão e Eva foram criados para ajudar na derrota de Satanás. A serpente, ao invés de ser identificada como Satanás, é visto como heróica pelos Ofitas. Outros gnósticos acreditavam ainda que a queda de Satanás após a criação da humanidade. Assim como na tradição islâmica, nessa história, Satanás, por conta de seu orgulho, se nega a curvar-se diante de Adão. Satanás afirma que Adão é inferior a ele, pois enquanto ele é feito de fogo, Adão é feito de barro.
Em outros textos gnósticos, como a Hipóstase dos Arcontes, a Pistis Sophia é equiparada à filha de Eva, Norea, esposa de Sete.

### Fé bahá'í
Na fé bahá'í a narrativa de Adão e Eva é vista como simbólica. Em Esplendor da Verdade, 'Abdu'l-Bahá rejeita a interpretação literal e declara que a história contém "mistérios divinos e significados universais". Adão representaria o "espírito divino", Eva a "alma humana", a Árvore do Conhecimento o "o mundo humano" e a serpente a "ligação ao mundo humano". A queda de Adão representaria a ciência, por parte da humanidade, do bem e do mal.

## Adão e Eva como parábola
O padre Ariel Álvarez Valdez sustenta que trata-se de uma parábola composta por um catequista hebreu, a quem os estudiosos chamam de "yahvista", escrita no século X a.C., que não pretendia dar uma explicação científica sobre a origem do homem, mas sim fornecer uma interpretação religiosa, e elegeu esta narração na qual cada um dos detalhes tem uma mensagem religiosa, segundo a mentalidade daquela época.
Ilia Delio, teóloga americana, sustenta que a teologia pode "tirar proveito" das aquisições de uma ciência que vê na "mutação" o núcleo essencial da matéria.
O rabino Nilton Bonder sustenta que "a Bíblia não tem pretensões de ser um manual eterno da ciência, e sim da consciência. Sua grande revelação não é como funciona o Universo e a realidade, mas como se dá a interação entre criatura e Criador".
Alguns estudiosos ressaltaram as semelhanças entre as figuras de Eva e de Pandora, pois em ambas as perspectivas mitológicas, uma mulher teria contribuído decisivamente para trazer os males ao mundo.

## Patriarcalismo hebreu

### Eva como metáfora
Segundo Joseph Campbell a "metade da população mundial acha que as metáforas das suas tradições religiosas são fatos. A outra metade afirma que não são fatos de forma alguma. O resultado é que temos indivíduos que se consideram fiéis porque aceitam as metáforas como fatos, e outros que se julgam ateus porque acham que as metáforas religiosas são mentiras". Uma dessas grandes metáforas é a de Eva. Campbell expõe que o Cristianismo, originalmente uma seita do judaísmo, abraçou a cultura e a história pagã e a metáfora da costela de Adão exemplifica o distanciamento dos hebreus da religião cultuada entre os antigos—o do culto à Mãe Terra, Mãe Cósmica ou deusa-mãe. Campbell argumenta que Adão foi criado a partir do barro vermelho ou argila, ou terra (adamá ou adão, seu próprio nome revela a origem divina na Deusa), que por sua vez se misturava com o sangue menstrual.
A identidade da religião com a Mãe Terra, a fertilidade, a origem da vida e da manutenção da mesma com a mulher, seria, segundo Campbell, retratada também na Bíblia: …a santidade da terra, em si, porque ela é o corpo da Deusa. Ao criar, Jeová cria o homem a partir da terra, do barro, e sopra vida no corpo já formado. Ele próprio não está ali, presente, nessa forma. Mas a Deusa está ali dentro, assim como continua aqui fora. O corpo de cada um é feito do corpo dela. Nessas mitologias dá se o reconhecimento dessa espécie de identidade universal.
Segundo Campbell, o patriarcalismo surgido com os hebreus deve-se, entre outras razões, à atividade belicosa de pastoreio de gado bovino e caprino e às constantes perseguições religiosas que desencadeavam o nomadismo e a perda de identidade territorial.

### Eva e a representação da mulher no cristianismo

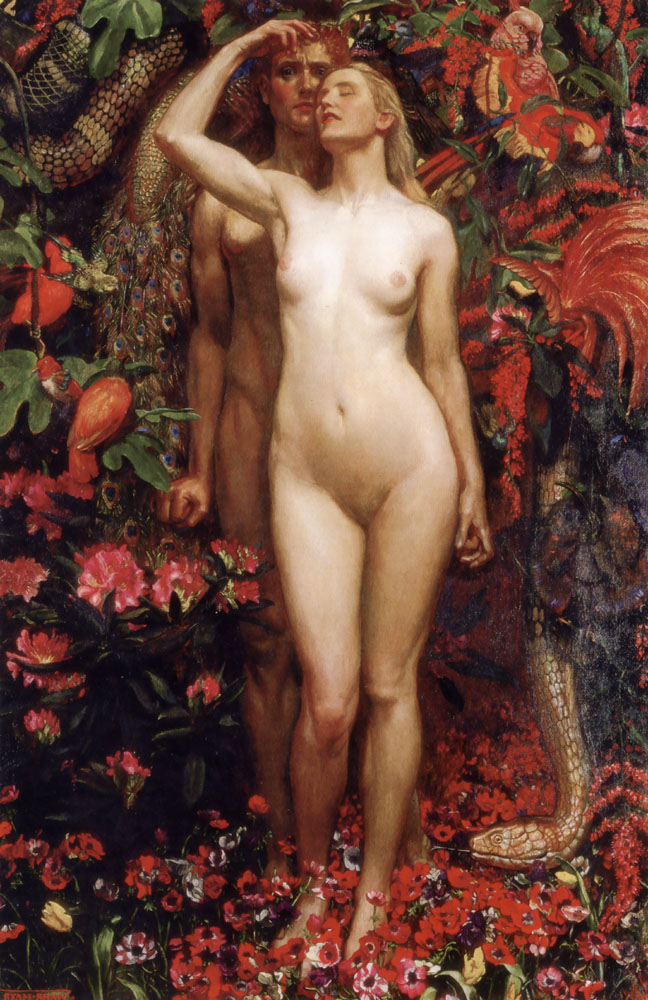
A mulher, o homem e a serpente, por Byam Shaw

Devido ao fato de Eva ter partilhado com Adão o fruto da árvore proibida, justificou-se por longos anos no cristianismo uma suposta inferioridade da mulher. Principalmente porque, após o pecado original, Deus disse que a mulher seria governada pelo marido.

## Adão e Eva nos apócrifos
De acordo com o Livro dos Jubileus, no Bereshit Adão e Eva teriam passado sete anos no Paraíso, antes de serem tentados pela serpente, e expulsos do Éden. E de acordo com O Primeiro Livro de Adão e Eva, uma obra extracanônica do século XI, eles quando saíram do jardim, receberam a ordem de habitarem numa caverna, que foi chamada de A Caverna dos Tesouros. O livro diz que eles sofreram muito após terem saído do jardim, principalmente no primeiro ano após a expulsão; por várias vezes tentaram cometer suicídio ou retornar ao Paraíso, até que tiveram os primeiros filhos (Caim, Abel e suas irmãs—não mencionadas na Bíblia).
Conforme O Primeiro Livro de Adão e Eva, o casal teria se arrependido amargamente, e alcançado perdão; e por várias vezes receberam de Deus a promessa de um resgate, de um redentor que nasceria na semente humana, para resgatar sua descendência, e essas promessas os consolavam.
Enfrentaram a hostilidade de Satã, que tentava matá-los, e os enganava transformando-se em anjo de luz, e dizendo-lhes ser um mensageiro celestial, incumbido de lhes trazer mensagens divinas. Mesmo estando fora do jardim, Adão e Eva ouviam a voz de Deus, que sempre lhes enviava sua palavra, respondendo suas indagações. Os apócrifos Vida de Adão e Eva e O Segundo Livro de Adão e Eva dizem que o patriarca Adão morreu primeiro do que Eva, que continuou viva após a morte do primeiro homem.
Bar Hebreu, em sua Cronografia, sumariza várias informações sobre Adão e Eva: Adão foi criado em uma sexta-feira, no sexto dia do mês Nisã, o primeiro mês do primeiro ano de existência do mundo. Citando Aniano, que se baseou no Livro de Enoque, Caim nasceu setenta anos após a expulsão do paraíso, Abel sete (ou setenta) anos após Caim, Abel foi morto com cinquenta e três anos e Sete nasceu cem anos depois (pois Adão e Eva passaram cem anos de luto).

## Historicidade da narrativa de Adão e Eva
Enquanto uma visão tradicional é de que o Livro de Gênesis foi escrito por Moisés, os estudiosos modernos consideram a narrativa da criação de Gênesis como um dos vários mitos de origem antiga.
Análise da hipótese documental também sugere que o texto é resultado da compilação de múltiplas tradições anteriores, como a Gênesis de Eridu, escrita em sumério, datada c. 1 600 a.C., explicando aparentes contradições.
Com os desenvolvimentos científicos em paleontologia, geologia, biologia e outras disciplinas, descobriu-se que os seres humanos e todos os outros seres vivos compartilham um antepassado comum e evoluíram através de processos naturais, com formas de vida anteriores voltando a bilhões de anos. A arqueologia, paleontologia e antropologia, estabelecem o aparecimento do Homo sapiens sapiens (o homem moderno) a partir de outras espécies de hominídeos, há cerca de 100 mil anos, num período geológico muito recente, a partir da África, no Vale de Omo, no Sudoeste da Etiópia. Na biologia, os antepassados comuns mais recentes da espécie Homo sapiens, quando rastreados usando o cromossomo Y para a linhagem masculina e o DNA mitocondrial para outra linhagem, feminina, são comumente chamados de Adão cromossomial-Y e Eva Mitocondrial, respectivamente. Estes não foram um único casal na mesma época, mesmo que os nomes fossem emprestados do Tanakh.
Sabe-se da possível existência desta Eva mitocondrial por causa das mitocôndrias (um organelo presente no interior de células eucarióticas) que só passam da mãe para a prole, por estar presente no óvulos mas ausente nos espermatozoides. Cada mitocôndria contém DNA mitocondrial e a comparação das sequências deste DNA revela uma filogenia molecular. Assim, essa análise indicaria que todas as linhas maternas convergem em um ponto em que todas as filhas que tiveram descendentes atuais compartilham o mesmo antepassado; Isso aconteceu entre 170 000 e 100 000 anos atrás, após o surgimento do Homo sapiens, mas antes da recente dispersão para fora da África.